# Каплунов, Дмитрий Витальевич
Дмитрий Витальевич Каплунов (укр. Дмитро́ Віта́лійович Каплуно́в; 4 декабря 1980 — 1 декабря 2019, Донецкая область, Украина) — полковник (посмертно) Службы безопасности Украины, участник войны на востоке Украины. Командир группы Центра специальных операций «А». Герой Украины (2019, посмертно).

## Биография
Родился в семье военнослужащих, отец служил офицером пограничником.
В 2002 году с отличием окончил Академию пограничных войск Украины имени Б.Хмельницкого.
С 2002 по 2004 году проходил службу в кинологическом центре Государственной пограничной службы Украины, с 2004 года после отбора проходил службу кинологом в Группе «А» Центра специальных операций службы безопасности Украины. Принимал участие в войне на юго-востоке Украины начиная с 2014 года.
Погиб в ночь с 30 ноября на 1 декабря 2019 в Донецкой области, вблизи села Староласпа Донецкой области, где группа «Альфа» СБУ выполняла задание по ведению разведки и наблюдения в"серой зоне". После выполнения задания в ходе перехода группы Каплунов подорвался на противопехотной мине, ещё двое офицеров получили ранения, один из них, Денис Волочаев, впоследствии скончался. Группа забрала оружие и документы, оставив тело Каплунова на поле боя. Тело военнослужащего было захвачено представителями первой «Славянской» бригады ополчения ДНР, и 7 декабря передано украинской стороне.

## Награды
Дмитрий Каплунов был удостоен следующих наград:
- Звание Герой Украины с вручением ордена «Золотая Звезда» (3 декабря 2019, посмертно) — «за героизм и личное мужество, проявленные в защите государственного суверенитета и территориальной целостности Украины, самоотверженное служение украинскому народу»[6];
- Орден «За мужество» III степени (12 октября 2017) — «за весомый личный вклад в укрепление обороноспособности Украинского государства, мужество, самоотверженность и высокий профессионализм, проявленные во время боевых действий, образцовое выполнение служебных обязанностей»[7].